# 16 mars en sport
16 février 16 avril
Chronologies thématiques
- Croisades
- Ferroviaires
- Disney

Le 16 mars (75e jour de l'année ou 76e en cas d'année bissextile) en sport.

## Événements

### XIXesiècle
- 1872 :
  - (Football) : Finale de la 1ère édition de la FA Challenge Cup au Kennington Oval devant 2000 spectateurs, Wanderers FC s'impose 1-0 face aux Royal Engineers AFC.
- 1875 :
  - (Football) : Finale de la 4ème édition de la FA Challenge Cup au Kennington Oval devant 3000 spectateurs, lors du 2ème match Royal Engineers AFC s'impose 2-0 face aux Old Etonians FC.

### XXesièclede1951à2000
- 1990 :
  - (Voile) : Titouan Lamazou remporte la première édition du Vendée Globe, course autour du monde en solitaire et sans escale en 109 jours, 8 heures, 48 minutes et 50 secondes.
- 1991 :
  - (Rugby à XV) : l’Angleterre signe un Grand Chelem dans le Tournoi des cinq nations.

### XXIesiècle
- 2003 : 
  - (Volley-ball) : le RC Cannes remporte la Ligue des champions féminine en s'imposant en finale contre Iekaterinbourg (Russie), 3-1.
- 2005 :
  - (Voile) : dans le Trophée Jules-Verne, l'équipage dOrange II emmené par Bruno Peyron boucle le tour du monde à la voile en équipage en 50 jours, 16 heures, 20 minutes et 4 secondes. Le nouveau record améliore la performance de Steve Fossett de près de huit jours.
- 2008 :
  - (Cyclisme sur route) : au terme de la 7e et dernière étape, l'Italien Davide Rebellin (Gerolsteiner) remporte la course à étapes Paris-Nice, devant son compatriote Rinaldo Nocentini (AG2R La Mondiale, 2e) et l'Ukrainien Yaroslav Popovych (Silence-Lotto, 3e).
  - (Sport automobile/Formule 1) : le Britannique Lewis Hamilton (McLaren-Mercedes) remporte le Grand Prix d'Australie, manche d'ouverture du championnat du monde de Formule 1 2008. Il devance à l'arrivée les Allemands Nick Heidfeld (BMW Sauber, 2e) et Nico Rosberg (Williams-Toyota, 3e).
- 2014 :
  - (Sport automobile/Formule 1) : l'Allemand Nico Rosberg sur Mercedes remporte le premier Grand Prix de la saison, à Melbourne. Il devance Kevin Magnussen sur McLarenMercedes et Jenson Button sur McLarenMercedes.
  - (Jeux paralympiques) : à Sotchi, 9e jour de compétition. Voir - 16 mars aux Jeux paralympiques d'hiver de 2014.
  - (Biathlon) : Martin Fourcade est assuré de la victoire au classement général de la Coupe du monde de biathlon.
  - (Cyclisme sur route) : sur la course Paris-Nice, victoire du Colombien Carlos Betancur (AG2R La Mondiale) devant l'Allemand John Degenkolb et le Néerlandais Tom-Jelte Slagter.
- 2018 :
  - (Rugby à XV /Tournoi féminin) : à Ricoh Arena de Coventry, l'Angleterre bat l'Irlande 33 - 11 et à l'Eirias Stadium de Colwyn Bay, le XV de France féminin termine en beauté le Tournoi des Six Nations féminin en allant dominer le pays de Galles 38 - 3 dans un match dominé de la tête et les épaules et malgré des conditions de jeu difficile. Cette victoire agrémentée de six essais permet aux Tricolores de signer un nouveau Grand Chelem, le cinquième de leur histoire.
- 2019 :
  - (Rugby à XV /Tournoi) : sur la 5e journée du Tournoi des Six Nations, au Stade olympique de Rome, la France s'impose face à l'Italie 25-14, au Millennium Stadium, le pays de Galles s'impose face à l'Irlande 25-7 et au Stade de Twickenham, l'Angleterre et l'Écosse font match nul 38-38. Victoire du pays de Galles qui réalise son 12e Grand Chelem.
  - (Rugby à XV /Tournoi féminin) : au Stade de Twickenham, l'Angleterre s'impose face à l'Écosse 80-0 et réalise le Grand Chelem.
- 2024 :
  - (Cyclisme sur route /UCI World Tour ) : le Belge Jasper Philipsen remporte la 115e édition de Milan-San Remo
  - (Rugby à XV /Tournoi mascukin) : sur la Cinquième et dernière journée, l'Italie s'impose à l'extérieur face au pays de Galles 24-21, l'Irlande à domicile bat l'Écosse 17-13 et au passage remporte le tournoi, la France, chez elle s'impose face à l'Angleterre 33-31.

## Naissances

### XIXesiècle
- 1866 :
  - Jack Toothill, joueur de rugby à XV anglais. (12 sélections en équipe nationale). († 29 juin 1947).
- 1871 :
  - Frantz Reichel, athlète polyvalent, joueur de rugby puis dirigeant sportif français. Champion olympique en rugby aux Jeux de Paris 1900. († 24 mars 1932).
- 1889 :
  - Reginald Walker, athlète de sprint sud-africain. Champion olympique du 100 mètres aux Jeux de Londres 1908. († 5 novembre 1951).
- 1891 :
  - Alfonsina Strada, cycliste sur route italienne. († 13 septembre 1959).

### XXesièclede1901à1950
- 1901 :
  - Alexis Chantraine, footballeur belge. († 24 avril 1987).
- 1910 :
  - Aladár Gerevich, sabreur hongrois. († 1991).
- 1925 :
  - Ervin Kassai, arbitre de basket hongrois. († 12 octobre 2012).
- 1938 :
  - Tomáš Salinger, athlète de demi-fond tchécoslovaque puis tchèque.
- 1939 :
  - Carlos Bilardo, footballeur puis entraîneur argentin. († 18 novembre 2012).
- 1942 :
  - Roger Crozier, hockeyeur sur glace canadien. († 11 janvier 1996).
  - Gijs van Lennep, pilote de courses automobile d'endurance néerlandais. Vainqueur des 24 Heures du Mans 1971 et 1976.
- 1943 :
  - Hans Heyer, pilote de courses automobile d'endurance allemand.
- 1950 :
  - Edhem Šljivo, footballeur yougoslave puis bosnien. (12 sélections en Équipe de Yougoslavie).

### XXesièclede1951à2000
- 1951 :
  - Abdelmajid Bourebbou, footballeur algérien.
  - Oddvar Brå, fondeur norvégien. Médaillé d'argent du relais 4×10km aux Jeux de Sapporo 1972 puis aux Jeux de Lake Placid 1980. Champion du monde de ski de fond du 15km et du relais 4×10km 1982.
  - Alexandre Gonzalez, athlète de fond et de demi-fond français. Champion du monde de cross-country par équipes 1978.
- 1956 :
  - Pierre Vermeulen, footballeur puis entraîneur néerlandais.
- 1960 :
  - Duane Sutter, hockeyeur sur glace puis entraîneur canadien.
- 1962 :
  - Albert Falette, footballeur puis entraîneur français.
  - Franck Fréon, pilote de courses automobile français.
  - Liliane Gaschet, athlète de sprint française. Médaillée de bronze du relais 4×100m aux CE d'athlétisme 1982.
- 1963 :
  - Jean-Baptiste Mendy, boxeur français. Champion du monde poids légers de boxe du 20 avril 1996 au 1er mars 1997 et du 16 mai au 10 avril 1999.
  - Jesús Puras, pilote de rallye et de rallye-raid espagnol.
- 1964 :
  - Catherine Girardet, karatéka française. Championne d'Europe de karaté 1985 et 1988.
  - Pascal Richard, cycliste sur route suisse. Champion olympique sur route aux Jeux d'Atlanta 1996. Champion du monde de cyclo-cross 1988. Vainqueur du Tour de Suisse 1994, du Tour de Lombardie 1993, des Tours de Romandie 1993 et 1994, et de Liège-Bastogne-Liège 1996.
- 1967 :
  - Heidi Zurbriggen, skieuse alpine suisse.
- 1968 :
  - Trevor Wilson, basketteur américain.
- 1970 :
  - Stéphane Tardieu, rameur handisport français. Médaillé d'argent du deux de couple mixte aux Jeux de Londres 2012 et médaillé de bronze du deux de couple aux Jeux de Rio 2016.
- 1971 :
  - Franck Comba, joueur de rugby à XV puis entraîneur français. Vainqueur du Grand Chelem 1998. (13 sélections en équipe de France).
- 1972 :
  - Ismaïl Sghyr, athlète de fond français. Médaillé d'argent du 5 000m aux CE d'athlétisme 2002.
- 1973 :
  - Andrey Mizourov, cycliste sur route kazakh.
- 1974 :
  - Miguel Comminges, footballeur maori des îles Cook. (20 sélections en équipe nationale).
- 1976 :
  - Nicolas Jossier, navigateur français.
  - Leila Lejeune, handballeuse française. Médaillée d'argent aux CM de handball 1999 puis championne du monde de handball 2003. (183 sélections en équipe de France).
  - Susanne Ljungskog, cycliste sur route suédoise. Championne du monde de cyclisme sur route 2002 et 2003.
  - Kjetil Wæhler, footballeur norvégien.
- 1978 :
  - Boris Derichebourg, pilote de courses automobile d'endurance français.
- 1979 :
  - Frédéric Audon, joueur de water-polo français.
- 1981 :
  - Alexandre Giroud, pilote de rallye-raid en quad français.
  - Curtis Granderson, joueur de baseball américain.
  - Julien Mazet, cycliste sur route français.
- 1982 :
  - Miguel Comminges, footballeur français.
  - Jesús del Nero, cycliste sur route espagnol.
- 1983 :
  - Ben Hebert, curleur canadien. Champion olympique aux Jeux de Vancouver 2010. Champion du monde de curling masculin 2008 et 2016.
- 1984 :
  - Brandon Prust, hockeyeur sur glace canadien.
- 1985 :
  - Teddy Venel, athlète de sprint français.
- 1986 :
  - Toney Douglas, basketteur américain.
  - Daisuke Takahashi, patineur artistique messieurs japonais. Médaillé de bronze aux Jeux de Vancouver 2010. Champion du monde de patinage artistique messieurs 2010.
  - Dušan Veškovac, footballeur serbe.
- 1987 :
  - Fabien Lemoine, footballeur français.
- 1988 :
  - Mansour Al-Saleem, haltérophile saoudien. Champion du monde d'haltérophilie à l'arraché des -55kg 2021.
  - Enrico Cester, volleyeur italien. (25 sélections en équipe nationale).
  - Édouard Choquet, basketteur français.
  - Jessica Gregg, patineuse de vitesse canadien. Médaillée d'argent du relais 3 000m aux Jeux de Vancouver 2010.
  - Destin Onka, footballeur congolais. (1 sélection en équipe nationale). († 31 juillet 2016).
- 1989 :
  - Blake Griffin, basketteur américain.
  - Magalie Pottier, cycliste de BMX française. Championne du monde de BMX Cruiser 2008 et championne du monde de BMX Élite 2012.
  - Theo Walcott, footballeur anglais. (47 sélections en équipe nationale).
- 1991 :
  - Luke Evans, basketteur américain.
  - Luis Mejía, footballeur panaméo-uruguayen. (52 sélections avec l'équipe du Panama).
  - Hhadydia Minte, basketteuse française. Médaillée d'argent à l'Euro de basket-ball 2017. (6 sélections en équipe de France).
- 1992 :
  - Allan Dell, joueur de rugby à XV sud-africain puis écossais. (20 sélections avec l'équipe d'Écosse).
  - Stéphane Lefebvre, pilote de courses de rallyes automobile français.
  - Chris Wakelin, joueur de snooker anglais.
- 1993 :
  - Chris Farrell, joueur de rugby à XV irlandais. (4 sélections en équipe nationale).
  - George Ford, joueur de rugby à XV anglais. Vainqueur des Grand Chelem 2016 et 2017. (54 sélections en équipe nationale).
- 1994 :
  - Joel Embiid, basketteur camerounais.
  - Darragh Lenihan, footballeur irlandais. (3 sélections en équipe nationale).
- 1995 :
  - Aïssatou Tounkara, footballeuse française. (9 sélections en équipe de France).
- 1996 :
  - Rosella Ayane, footballeuse internationale marocaine.
  - Annaëlle Deshayes, joueuse de rugby à XV française. (12 sélections en équipe de France).
  - Murray McCallum, joueur de rugby à XV écossais. (1 sélection en équipe nationale).
  - Ivan Toney, footballeur anglais. (3 sélections en équipe nationale).
- 1997 :
  - Florian Neuhaus, footballeur allemand. (1 sélection en équipe nationale).
  - Shamar Nicholson, footballeur jamaïcain. (46 sélections en équipe nationale).
- 1999 :
  - Julius Eskesen, footballeur danois.
- 2000 :
  - Umut Güneş, footballeur turc.
  - Jalen Smith, basketteur américain.

### XXIesiècle
- 2002 :
  - Nathanaël Mbuku, footballeur français.
- 2003 :
  - Blake Wesley, basketteur américain.
- 2004 :
  - Marko Farji, footballeur irakien.

## Décès

### XXesièclede1901à1950
- 1915 :
  - René Camard, 28 ans, footballeur français. (1 sélection en équipe de France). (° 8 février 1887).
- 1931 :
  - Alfred Swahn, 51 ans, tireur suédois. (° 1879).
- 1941 :
  - Bob Crompton, 61 ans, footballeur puis entraîneur anglais. (41 sélections en équipe nationale). (° 26 septembre 1879).
- 1942 :
  - August von Gödrich, 82 ans, cycliste sur route allemand. Médaillé d'argent de la course sur route aux Jeux d’Athènes 1896. (° 15 septembre 1859)

### XXesièclede1951à2000
- 1959 :
  - Jops Reeman, 72 ans, footballeur néerlandais. Médaillé de bronze aux Jeux de Londres 1908. (2 sélections en équipe nationale). (° 9 août 1886).
- 1960 :
  - Gérard Saint, 24 ans, cycliste sur route français. (° 11 juillet 1935).
- 1962 :
  - Fred Pentland, 78 ans, footballeur puis entraîneur anglais. (5 sélections en équipe nationale). (° 29 juillet 1883).
- 1967 :
  - Genzaburō Noguchi, 78 ans, athlète d'épreuves combinées japonais. (° 24 août 1888).
- 1968 :
  - Eleonora Sears, 86 ans, joueuse de tennis américaine. (° 28 septembre 1881).
- 1972 :
  - Pie Traynor, 73 ans, joueur de baseball américain. (° 11 novembre 1898).
- 1985 :
  - Eddie Shore, 82 ans, hockeyeur sur glace puis entraîneur canadien. (° 25 novembre 1902).

### XXIesiècle
- 2001 :
  - Bob Wollek, 57 ans, pilote de courses automobile français. (° 4 novembre 1943).
- 2005 :
  - Jean-Pierre Genet, 64 ans, cycliste sur route français. (° 24 octobre 1940).
  - Dick Radatz, 67 ans, joueur de baseball américain. (° 2 avril 1937).
- 2008 :
  - Bill Brown, 95 ans, joueur de cricket australien. (22 sélections en test cricket). (° 31 juillet 1912).
- 2012 :
  - Estanislao Basora, 85 ans, footballeur espagnol. (22 sélections en équipe nationale). (° 18 novembre 1926).
- 2016 :
  - Richard Griese, 85 ans, basketteur allemand. (° 27 octobre 1930).